# Вакуленко Василь Федорович
Васи́ль Фе́дорович Ваку́ленко (*1 березня 1947 року, с. Новоселиця (Чигиринський район) — генерал-майор у запасі служби безпеки України, начальник служби охорони першого президента України Леоніда Макаровича Кравчука.

## Біографія
Народився 1 березня 1947 року в селі Новоселиця Чигиринського району на Черкащині. Навчався в Росії, США, Великій Британії. Виконував спеціальні завдання Української держави в 34 країнах світу. Був керівником Служби безпеки Президента України.
Засновник професійно-прикладного виду спорту «багатоборство тілоохоронців» в Україні і пов'язаного з цим щорічного міжнародного турніру багатоборців. Василь Федорович є національним суддею з цього виду спорту, підготував цілу низку майстрів спорту міжнародного класу та національних суддів. Перший міжнародний чемпіонат серед тілоохоронців було проведено в 1994 р. в Ризі під егідою міжнародної Асоціації тілоохоронців «International Bodyguard Association (IBA)»  [Архівовано 4 квітня 2019 у Wayback Machine.]. У ньому взяли участь команди з Латвії, Великої Британії, Італії та Норвегії. В наступному році естафету прийняв німецький Штутгарт. Тут вже додалися команди Росії і України. У 1996 р. чемпіонат ІВА пройшов в Санкт-Петербурзі, через рік — в італійській Болонії. В 1998 році по ініціативі перших учасників міжнародних змагань серед тілоохоронців Василя Вакуленко, Леоніда Кучерявого, Петра Щерекіна, Василя Крутова і Віктора Ткаченко, при підтримці Держкомспорту України і УС ФСО «Динамо» було проведено перший Чемпіонат України по багатоборству тілоохоронців.
Президент України Віктор Ющенко Указом №745/2008 «Про відзначення державними нагородами України» від 20 серпня 2008 року присвоїв Вакуленко Василю Федоровичу почесне звання «Заслужений працівник фізичної культури і спорту України» за заслуги у захисті державного суверенітету та територіальної цілісності України, охорону конституційних прав і свобод людини, мужність і самовідданість, виявлені під час виконання військового і службового обов'язку, та з нагоди 17-ї річниці незалежності України, за вагомий особистий внесок у зміцнення обороноздатності і безпеки Української держави, бездоганне виконання військового і службового обов'язку.
Обіймає посаду Президента Асоціації ветеранів державної охорони України.